# FRET (software)
FRET (Formal Requirements Elicitation Tool, tradotto in italiano Strumento di Elicitazione dei Requisiti Formali) è uno strumento di ingegneria dei requisiti. È stato sviluppato dall'Ames Research Center (ARC) per specificare sistemi critici per la sicurezza complessi il cui guasto potrebbe comportare la perdita di vite umane, significativi danni alle proprietà o danni ambientali. FRET è un software open source rilasciato sotto la licenza NASA Open Source Agreement.

## Contesto
Il comportamento e le caratteristiche di un sistema sono specificati dai suoi requisiti. La maggior parte dei requisiti sono scritti in linguaggi naturali come l’inglese, che è facile da comprendere per gli analisti e le parti interessate ma non può essere controllato per eventuali errori e omissioni utilizzando metodi formali. D’altra parte, notazioni formali come VDM e Z, che sono precise e inequivocabili, tendono ad essere difficili da comprendere per gli analisti e le parti interessate.
Come compromesso, i requisiti di FRET sono creati in una lingua controllata chiamata FRETish e convertiti in logica temporale.

## Usi
I requisiti FRETish possono corrispondere a variabili nel codice esterno o nei modelli. FRET genera e verifica equivalenti formali per ogni istruzione, consentendo l'importazione o l'esportazione dei requisiti in una varietà di formati, incluso JSON.
In FRET, i processi sono simulati e analizzati interfacciandoli con modelli esterni e strumenti di analisi. Gli strumenti esterni supportati includono COCO simulator, Simulink, Design, Verifier, NuSMV, e Copilot.